# Academia Suiza

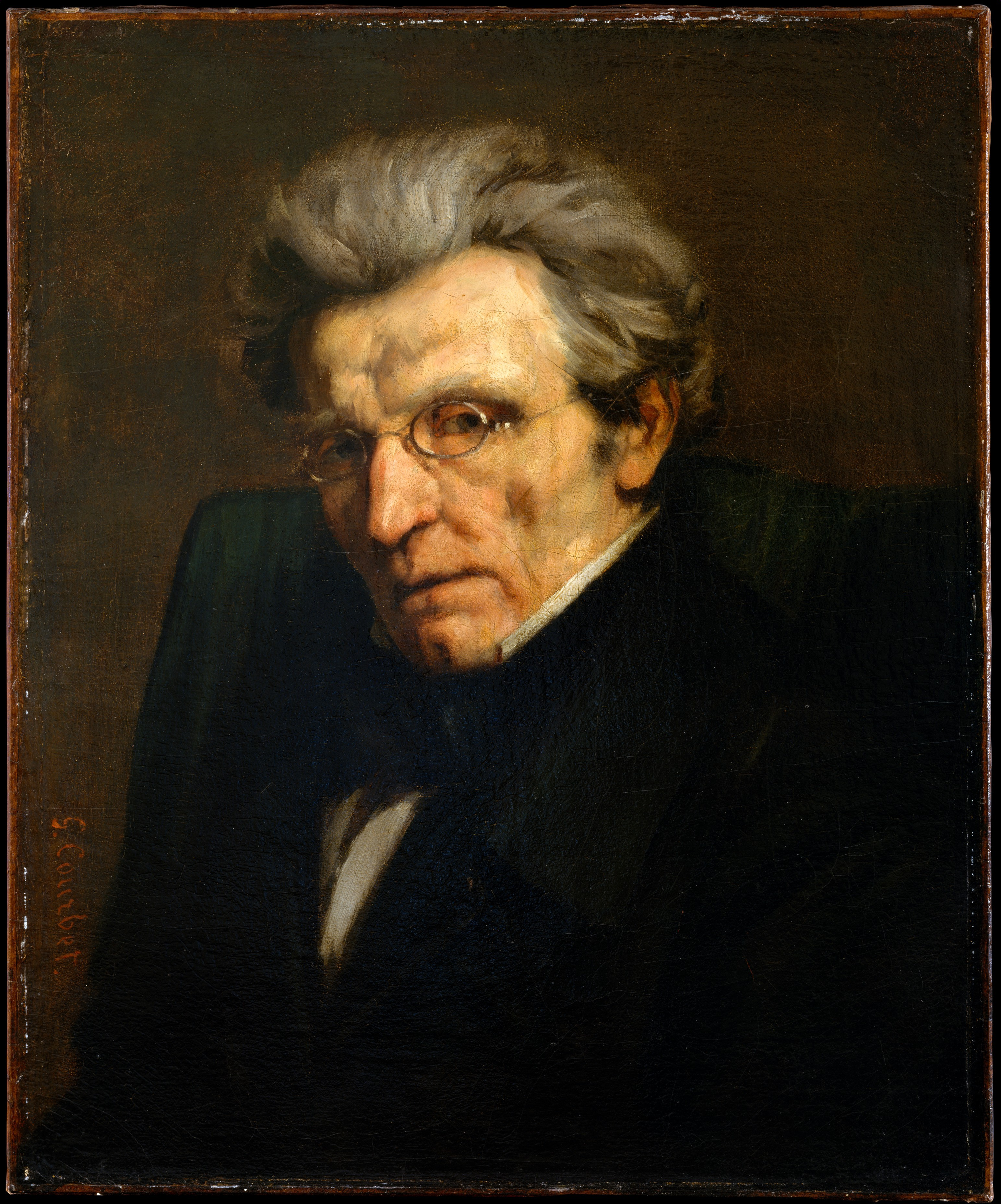
Charles Suisse, fundador de la Academia.

La Academia de Charles Suisse (Académie du Suisse) era una academia privada fundada por Charles Suisse, ubicada en la esquina del Quai des Orfévres y el Boulevard du Palais, en París. Desde Delacroix a Cézanne, la mayor parte de los principales artistas franceses frecuentaron este lugar para encontrarse con sus colegas o para estudiar según los modelos que se les proporcionaba. En ella, los artistas trabajaban con modelos del natural, sin pasar exámenes ni lecciones. Servía como preparación a las pruebas de ingreso en la École des Beaux-Arts. Según Monneret, Charles Suisse había sido modelo de Jacques-Louis David. 
 Entre los estudiantes de esta academia, se encuentran:
- Camille Pissarro (1830-1903)
- Édouard Manet (1832-1883)
- Paul Cézanne (1839-1906)
- Claude Monet (1840-1926)
- Armand Guillaumin (1841-1927)
- Francisco Oller (1833-1917)